# Frontera entre Mauritania y Senegal
La frontera entre Mauritania y Senegal es el límite internacional de 813 km de longitud que separa los territorios de Mauritania y Senegal.

## Trazado

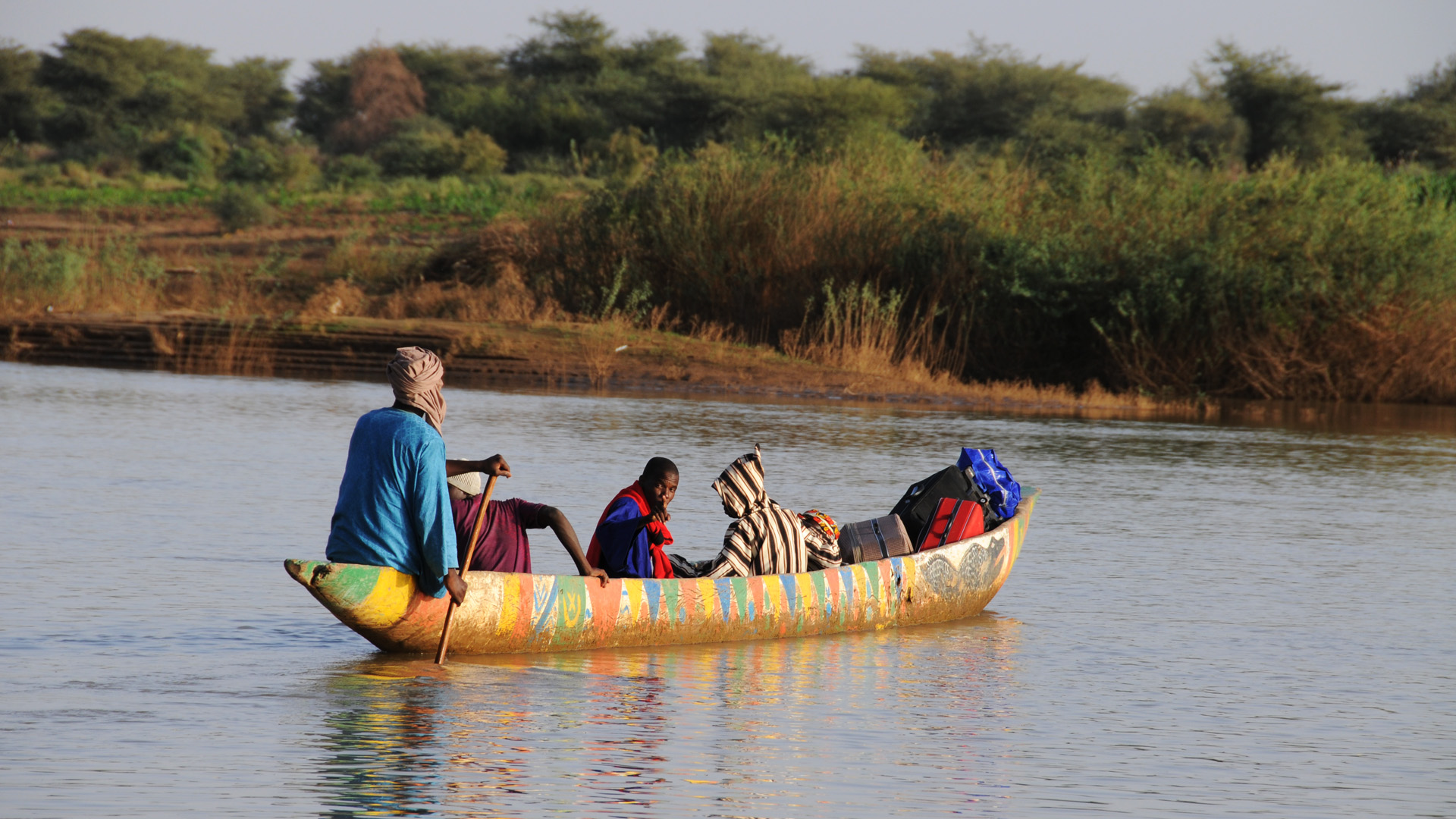
Paso de frontera en Bababé.

Cuenca del río Senegal. Su tramo final forma el límite entre Mauritania y Senegal.

La frontera es íntegramente fluvial, sobre el curso del río Senegal: inicia en la confluencia de este con el Falémé, que marca la frontera entre Malí y Senegal y termina no lejos de su desembocadura al norte de la ciudad senegalesa de Saint-Louis. Es un límite disputado, en la cual se produjo entre 1989 y 1991 la guerra entre Senegal y Mauritania, que tiene su origen en derechos de pesca y de aguas.

## Frontera marítima
Ambos estados comparten también una frontera marítima. Ésta es atravesada a veces por pescadores de ambos países, casualmente por error; a veces los incidentes entre pescadores y guardacostas han desembocando en muertes.